# Neobidessus ayapel
Neobidessus ayapel är en skalbaggsart som beskrevs av Young 1981. Neobidessus ayapel ingår i släktet Neobidessus och familjen dykare. Inga underarter finns listade i Catalogue of Life.